# برند إنغلر
برند إنغلر (بالألمانية: Bernd Engler)‏ هو أستاذ جامعي ألماني، ولد في 21 أبريل 1954 في شباير في ألمانيا.